# شیشه‌سر
شیشه‌سر (نام علمی: Macropinna microstoma) نام یک گونه از تیره چشم‌بشکه‌ای است.